# Albert Oldman
Albert Leonard Oldman (Mile End, 18 novembre 1883 – Upminster, 15 gennaio 1961) è stato un pugile britannico.
Ha vinto la medaglia d'oro olimpica nel pugilato alle Olimpiadi 1908 tenutesi a Londra, in particolare nella categoria pesi massimi.